# Myriam Harry

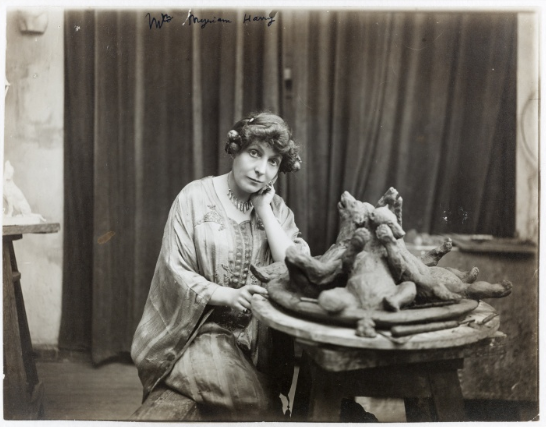
Myriam Harry, fotografía por Henri Manuel

Maria Rosette Shapira (Jerusalén, 21 de febrero de 1869-Neuilly-sur-Seine, 10 de marzo de  1958), más conocida por su pseudónimo Myriam Harry, fue una periodista y escritora francesa. Su novela La Conquête de Jérusalem (1903) recibió el primer Prix Femina, premio establecido expresamente tras haberle sido denegado el Prix Goncourt por ser mujer.
Trabajó como columnista en La Fronde, un periódico feminista fundado en 1897 por Marguerite Durand y publicó su primera novela, Petites Epouses, en 1902, una de varias novelas suyas censuradas por las autoridades eclesiásticas.
En 1904, Shapira se casó con Emile Perrault, hijo del pintor Léon Bazille Perrault.

## Algunas publicaciones)[3]
- Passage de Bédouins, Calmann Lévy, Paris 1899
- Petites Épouses. Roman. Calmann Lévy, Paris 1902
- La Conquête de Jérusalem, Calmann Lévy, Paris 1903
- L'Ile de Volupté. Roman. A. Fayard, Paris 1908
- Madame Petit-Jardin, A. Fayard, Paris 1909
- Tunis la blanche, A. Fayard, Paris 1910
- La divine Chanson, A. Fayard, Paris 1912
- L'Indo-Chine, les Arts graphiques, Vincennes 1912
- La Petite Fille de Jérusalem. Vorwort Jules Lemaître. A. Fayard, Paris 1914
  - Das kleine Mädchen von Jerusalem : Roman eines Kindes. Übersetzung Z. Holm. Welt-Verlag, Berlín 1928
- La Pagode d’Amour, La Renaissance du livre, Paris 1917
- Siona chez les Barbares. A. Fayard, Paris 1918 (más tarde Siona à Berlin)
- Siona à Paris, A. Fayard, Paris 1919
- Le tendre Cantique de Siona, A. Fayard, Paris 1922
- Les Amants de Sion, A. Fayard, Paris 1923
- La Vallée des Rois et des Reines : au pays de Toutankhamon, A. Fayard, Paris 1925
- La Vie amoureuse de Cléopâtre, Flammarion, Paris 1926
- Le Mannequin d'Amour, Flammarion, Paris 1927
- Le Visage de la France. L'Afrique du Nord. Algérie. Tunisie. Maroc. Aux Horizons de France, Paris 1927
- Le premier Baiser. Roman. A. Fayard, Paris 1927
- La Pagode de l'Île flottante, Portiques, Paris
- La Nuit de Jérusalem, litografías de Drouart, Flammarion, Paris 1928
  - Die Eroberung von Jerusalem. Traducción autorizada de Alfred Peuker. Reißner, Dresde 1928
- Le Petit Prince de Syrie. Roman. A. Fayard, Paris 1929
- Terre d'Adonis. Au pays des Maronites et des Druses, Flammarion, Paris 1930
- La Jérusalem retrouvée, Flammarion, Paris 1930
- Amina, ma Colombe. Roman. Flammarion, Paris 1931
- La Tunisie enchantée, Flammarion, Paris 1931
- Trois Ombres. J. K. Huysmans. Jules Lemaître. Anatole France, Flammarion, Paris 1932
- Les derniers Harems, Flammarion, Paris 1933
- Cléopâtre, Flammarion, Paris 1934
- Les Adorateurs de Satan, Flammarion, Paris 1937
- Ranavalo et son amant blanc, histoire à peine romancée, Flammarion, Paris 1939
- D'autres Îles de volupté. Ilustraciones Engelbach. J. Ferenczi, Paris 1940
- Femmes de Perse, Jardins d'Iran, Flammarion, Paris 1941
- Irak, Flammarion, Paris 1941
- La Princesse Turquoise. Roman. Flammarion, Paris 1942
- Routes malgaches, le Sud de Madagascar, Plon, Paris 1943
- Micador, Flammarion, Paris 1944
- La Vie de Jules Lemaître. Biografía. Flammarion, Paris 1946
- Mon Amie Lucie Delarue-Mardrus, Ariane, Paris 1946
- Djelaleddine Roumi, Poète et Danseur mystique. Biografía. Flammarion, Paris 1947
- Sous le Signe du Taureau, le Sud de Madagascar, A. de Chabassol, Paris 1947
- La Pagode du Baiser, Boursiac, Paris 1947
- Damas, Jardin de l'Islam, J. Ferenczi, Paris 1948
- Radame, premier Roi de Madagascar, Ferenczi, Paris 1949